# Хоенфелден
Хоенфелден (њем. Hohenfelden) општина је у њемачкој савезној држави Тирингија. Једно је од 75 општинских средишта округа Вајмарер Ланд. Према процјени из 2010. у општини је живјело 372 становника. Посједује регионалну шифру (AGS) 16071032.

## Географски и демографски подаци
Хоенфелден се налази у савезној држави Тирингија у округу Вајмарер Ланд. Општина се налази на надморској висини од 328 метара. Површина општине износи 8,4 km². У самом мјесту је, према процјени из 2010. године, живјело 372 становника. Просјечна густина становништва износи 44 становника/km².